# BT Ladies Open
Het BT Ladies Open was een eenmalig golftoernooi voor vrouwen in Noord-Ierland, dat deel uitmaakte van de Ladies European Tour. Het vond van 14 tot 17 augustus 2003 plaats op de Warrenpoint Golf Club in de stad Warrenpoint. Het officiële naam van het toernooi was BT Ladies Open in association with Northern Ireland Events Co.
Het toernooi werd gespeeld in een strokeplay-formule van vier ronden en na de tweede ronde werd de cut toegepast.

## Winnares
| Jaar | Winnares         | Score | Score | Info              |
| ---- | ---------------- | ----- | ----- | ----------------- |
| 2003 | Sophie Gustafson | 275   | –13   | [ 1 ] [ 2 ] [ 3 ] |